# 日本—寮國關係
日寮關係指稱的是日本和老挝之間的國際關係。日本和老撾在1955年3月5日建交；1975年老撾人民民主共和國成立以來，日本對老撾的援助便不斷增加，到了1991年還成為老撾最大的援助國。在民間層面，自2010年代起，日本的廠商也開始計劃把生產線遷入人工費較低的老撾。

## 歷史
日本曾經在1940年代初派幾個憲兵到老撾收集關於法國殖民當局的情報。1944年巴黎解放，法蘭西共和國臨時政府接管法國後，為了避免駐守在法屬印度支那（越南、老撾和柬埔寨）的法國軍政機關倒戈，日本便在中南半島部署更多軍力（包括在1945年2月把部分日軍士兵調派到石缸平原的行動），並於3月9日發動武裝政變。日軍在進攻期間並沒有遇到法軍頑強的抵抗，所以一天後永珍就宣告失守，不過他們要到4月5日才攻下琅勃拉邦。當時部分民族主義者（包括後來成為老撾首相的佩差拉親王）都已經做好和日本人工作的準備，當中資歷較深的甚至還希望藉此奪取政治主導權。之後，琅勃拉邦王國國王西薩旺·馮也在日本人的威逼下在同月8日宣布老撾脫離法國獨立，不過日本卻在1945年8月宣布投降。對老撾人來說，日本投降的消息和幾個月前政變的消息都是令人感到意外的:56-59。部分日軍士兵在戰爭結束後選擇留在老撾，擔任老撾政府的軍事顧問，或者在老撾營商。
第一次印度支那戰爭結束後，日本便在1951年8月和老撾簽訂和約，並於1955年3月5日正式與老撾王國建交。日本還一度向外匯操作基金（Foreign Exchange Operations Fund）撥款，向老撾王國政府提供少量的援助。1975年老撾人民民主共和國成立後，日本不但沒有關閉駐老撾大使館，而且還增加對老撾的援助額度，至1980年代中期更成為對老撾提供最多援助的資本主義國家。由於當時老撾最大的援助國蘇聯在1989年東歐劇變之後表示未來五年內他們能夠提供的援助未必可以跟過去五年相比，因此老撾部長會議主席凯山·丰威汉便在當年到日本等資本主義國家訪問，請求這些國家提供援助，彌補蘇聯援助的減幅；由此他也成為第一位訪問日本的老撾高官。在這次訪問中，日本承諾將從1990年開始，每年向老撾派出援助團進行技術合作。此外，老撾政府在1988年頒布的《外國人在老撾投資法》也促進了老撾和日本等國的經貿關係:200。
日本自1991年起成為老撾最大的援助國，曾經協助老撾興建基礎設施、推行醫療、教育專案，以及在當地進行人才培訓，還取消了老撾的一些債務。在政治上，兩國也先後在2010年和2015年建立「全面合作夥伴關係」和「戰略夥伴關係」，當中日、老「戰略夥伴關係」的重點是政治、保安、經貿、民間交流和在國際議題上的合作。

## 貿易
老撾在2015年對日本的出口總額是118億日圓，而日本在同期對老撾的出口總額則是127億日圓。老撾向日本出口的主要商品包括服裝、食品、原材料和化工產品，而日本向老撾出口的主要商品則包括金屬產品、紡織品、客車和一般機械。
老撾自2010年代起便成為尋找廉價勞動力的日本企業進駐的市場。由於老撾人工費低廉，很適合進行劳力密集型的零部件生產工序，所以矢崎總業和豐田紡織等日資企業便在2013年進駐老撾:34-35。從事勞力密集工業的日本製衣廠之前已經因為工資上升的問題而在1990年代和2000年代先後撤出韓國和中國大陸等國家、地區；《日經商務週刊》的報導認為，可以肯定的是，這些廠商都會把生產工序转移到包括老挝在内的湄公河地区:37。在光學儀器行業這方面，尼康也計劃將工廠從泰國轉移到老撾，並表示這樣可以把人工費降低四分之一到三分之一:36。不過，《日經商務週刊》的報導也指出了進軍老撾市場的缺點：老撾是東盟成員國當中唯一一個內陸國，沒有可以使用的港口:26，而且國內市場很小（據國際貨幣基金組織估計，截至2012年，老撾人口為638萬人:26-27），所以對汽車業而言，估計老撾的整車銷量並不會比其他國家好:35。

## 援助
日本是老撾最大的援助國，截至2014年，日本向老撾提供了總值約1833億日圓的資金援助（包括有償援助）和總值約707億日圓的技術援助。兩國曾先後在2003年和2008年簽署技術合作協議和投資協議。
日本對老撾的政府开发援助（ODA）包括資金援助和技術援助。老撾政府利用日本提供的無償資金援助完成的基礎設施工程包括永珍市1號公路翻新工程（2006年）、永珍市瓦岱國際機場客運大樓擴展工程（2011年）和甘蒙省他曲市自來水管道系統擴展工程（2013年）。老撾政府也利用這些資金來完成小學校舍的興建工程和醫療體系的改進工作。

## 文化交流
截至2015年，在日本居住的老撾人共有2,715人，而在老撾居住的日本人則有743人。
日本自1976年起便開始向老撾提供無償文化援助，兩國也曾經在文化遺產保育、體育交流、人才培訓等方面進行交流。另外，在體育交流這方面，日本足球協會還先後在2012年和2014年應老撾足球協會邀請，派日籍足球教練木村浩吉和築館範男執教老撾國家足球隊。

## 外部連結
- 日本國駐老撾大使館 （页面存档备份，存于）
- 老撾人民民主共和國駐日大使館 （页面存档备份，存于）